# Agaronia johnkochi
Agaronia johnkochi is een slakkensoort uit de familie van de Olividae. De wetenschappelijke naam van de soort is voor het eerst geldig gepubliceerd in 1990 door Voskuil.